# WASP-19b
WASP-19b es un planeta extrasolar que orbita la estrella de tipo G WASP-19, en la constelación de Vela.Este planeta tiene al menos el 1,15 veces la masa de Júpiter, aunque su radio es mucho mayor (1,31 veces el de Júpiter y 0,13 veces el del Sol), casi como una estrella de baja masa. WASP-19b destaca por tener el período orbital más corto conocido hasta la fecha: 0,7888399 días, es decir, alrededor de 18,932 horas.

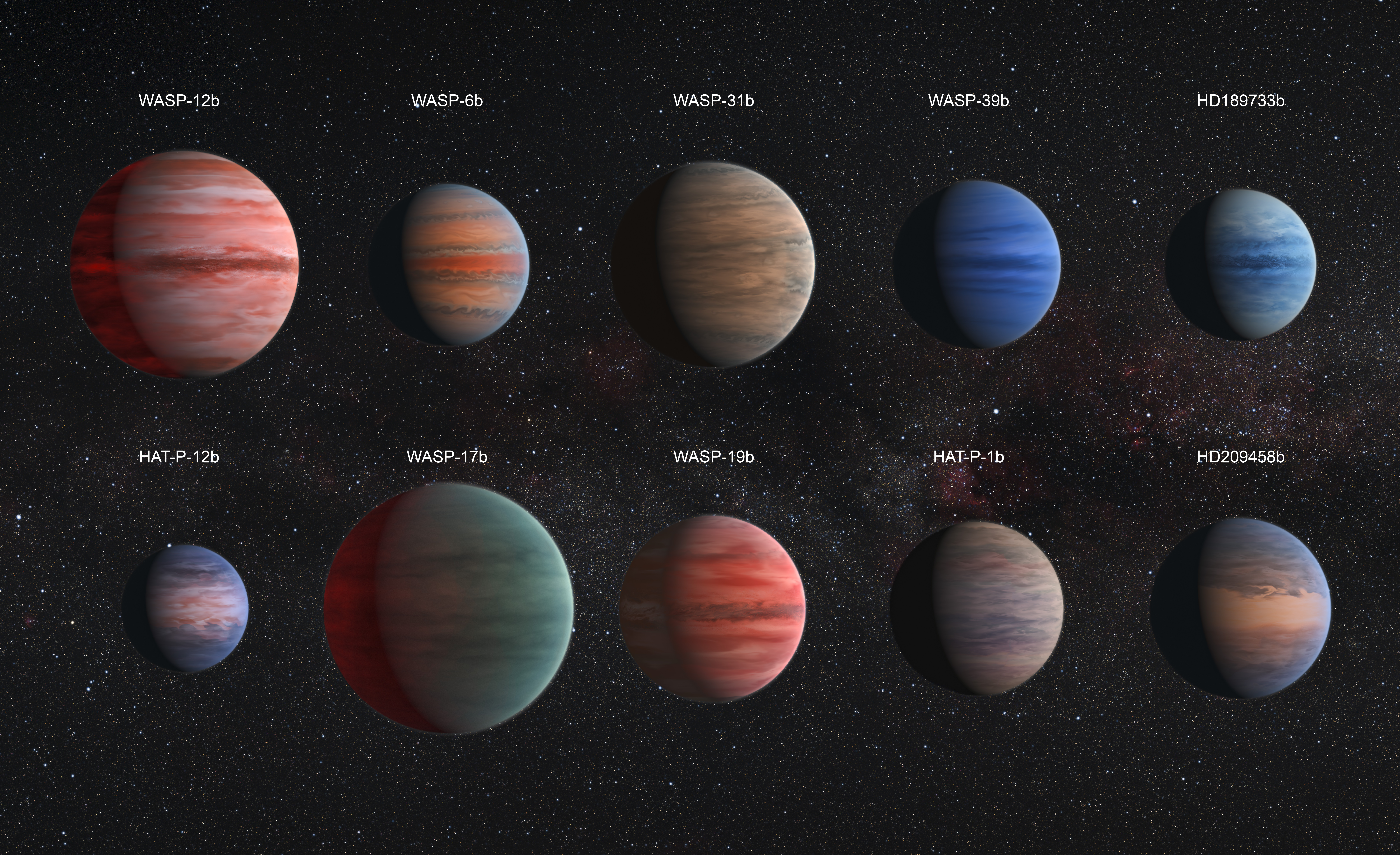
Comparación de exoplanetas de "Júpiter caliente" (concepto del artista).Desde la parte superior izquierda a la inferior derecha: WASP-12b, WASP-6b, WASP-31b, WASP-39b, HD 189733b, HAT-P-12b, WASP-17b, WASP-19b, HAT-P-1b y HD 209458b.